# Felix Hoffmann (chemik)
Felix Hoffmann (ur. 21 stycznia 1868 w Ludwigsburgu, zm. 8 lutego 1946 w Szwajcarii) – niemiecki chemik, wynalazca przemysłowych metod produkcji aspiryny i heroiny.

## Życiorys
Studiował chemię w Monachium. W 1894 rozpoczął pracę w laboratorium Bayer w Elberfeld.

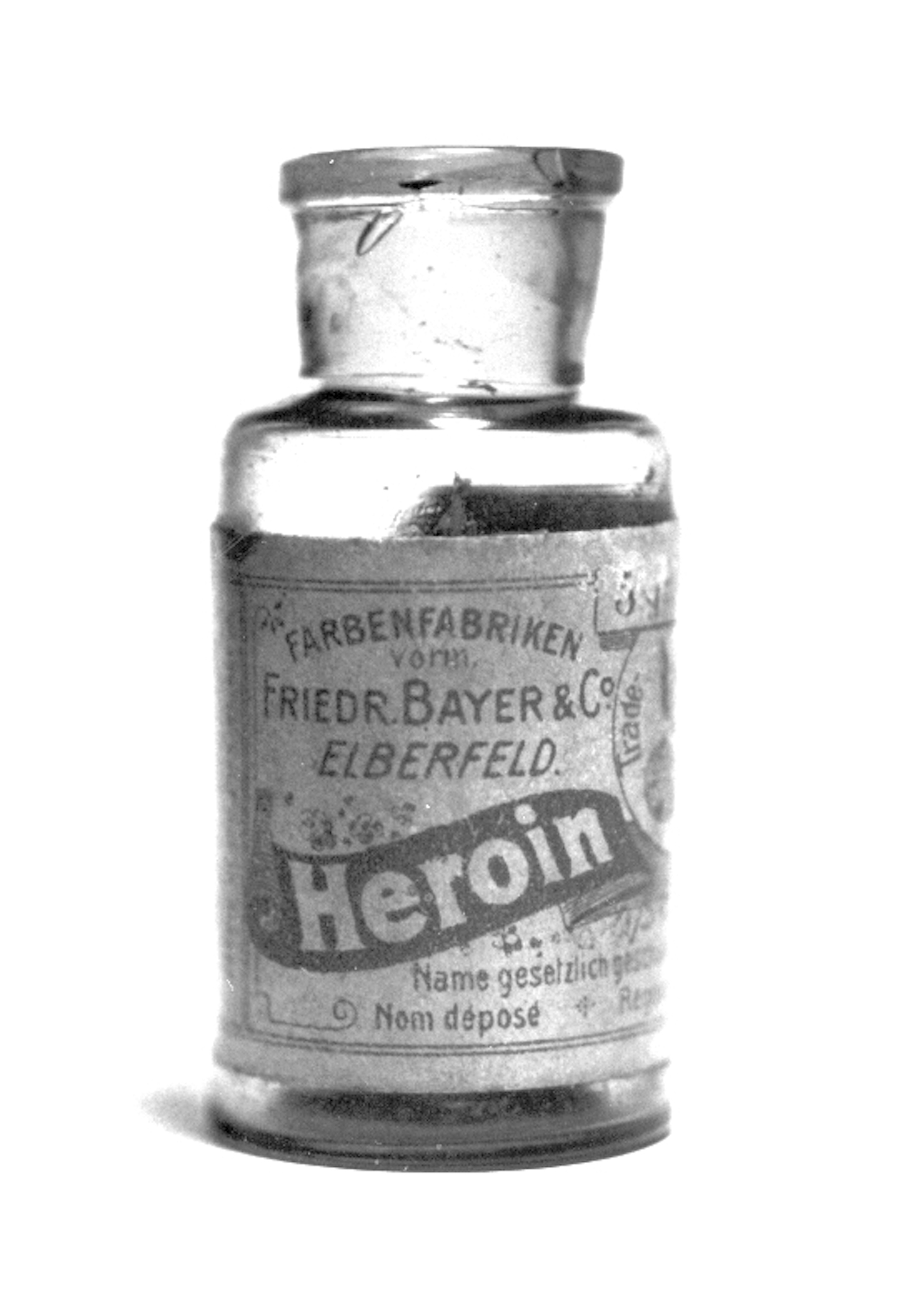
Buteleczka zawierająca 5 gramów heroiny firmy Bayer.

10 sierpnia 1897 otrzymał kwas acetylosalicylowy, który firma Friedrich Bayer & Co. zaczęła produkować jako lek przeciwbólowy – aspirynę. Jedenaście dni później Hoffmann uzyskał diacetylomorfinę, czyli heroinę, która przed I wojną światową była również sprzedawana przez Bayer, jako „nieuzależniający substytut morfiny”. Sprzedaż została wstrzymana w 1910.
Felix Hoffmann nie był pierwszym chemikiem, który otrzymał obie substancje. Syntezy kwasu acetylosalicylowego dokonał jako pierwszy Charles Frédéric Gerhardt w 1853, a diacetylomorfiny – C.R.A. Wright w 1873. Jednak dopiero Hoffmann stworzył je w formie użytecznej dla przemysłu medycznego.